# Coliseum at Richfield
 (avril 2025).
Si vous disposez d'ouvrages ou d'articles de référence ou si vous connaissez des sites web de qualité traitant du thème abordé ici, merci de compléter l'article en donnant les références utiles à sa vérifiabilité et en les liant à la section « Notes et références ».
Le Coliseum at Richfield ou Richfield Coliseum était une arène omnisports située à Richfield, dans la banlieue sud de Cleveland, dans l'État de l'Ohio.
Ses locataires étaient les Cavaliers de Cleveland, une franchise de basket-ball évoluant en NBA, la salle avait aussi accueilli les Barons de Cleveland (LNH), les Crusaders de Cleveland de l'Association mondiale de hockey, et les Lumberjacks de Cleveland de la Ligue internationale de hockey qui sont des équipes de hockey sur glace. L'arène fut également le terrain de jeu des Cleveland Force (Major Soccer League) et des Cleveland Thunderbolts (Arena Football League). Sa capacité est de 20 273 places en configuration basket-ball et 18 544 places en configuration hockey sur glace.

## Histoire
Les premiers travaux ont commencé en 1973, et il fut inauguré le 26 octobre 1974, lors d'un concert de Frank Sinatra. L'arène a été construit pour remplacer le Cleveland Arena, qui était trop vieux et peu spacieux. Son coût de construction était de 36 millions USD.
Le 7 mai 1989, Michael Jordan élimine les Cavaliers de Cleveland lors d'un match resté mythique, grâce à un tir à la dernière seconde surnommé The Shot.
La ville de Cleveland décide de construire une nouvelle arène dans le centre-ville car le Coliseum qui est à situé à Richfield est beaucoup trop loin, cela explique les maigres assistances aux matchs locaux des Cavaliers et des autres événements sportifs.[réf. nécessaire]
Après vingt ans d'utilisation, le Richfield Coliseum a fermé ses portes le 1er septembre 1994 puis démoli le 6 janvier 1999.

## Événements
- NBA All-Star Game 1981, 1er février 1981
- WWE Survivor Series 1987, 26 novembre 1987
- WWE Survivor Series 1988, 24 novembre 1988
- WWE Survivor Series 1992, 25 novembre 1992